# 陈秀兰
陈秀兰（1956年—），江苏泰兴人，汉族，中华人民共和国政治人物、第十一届全国人民代表大会江苏地区代表。
毕业于江苏农学院农学系农学专业，是中共党员。担任江苏省扬州市农科院研究员。2008年起担任全国人大代表。